# エディ号 (東京 - 徳島線)

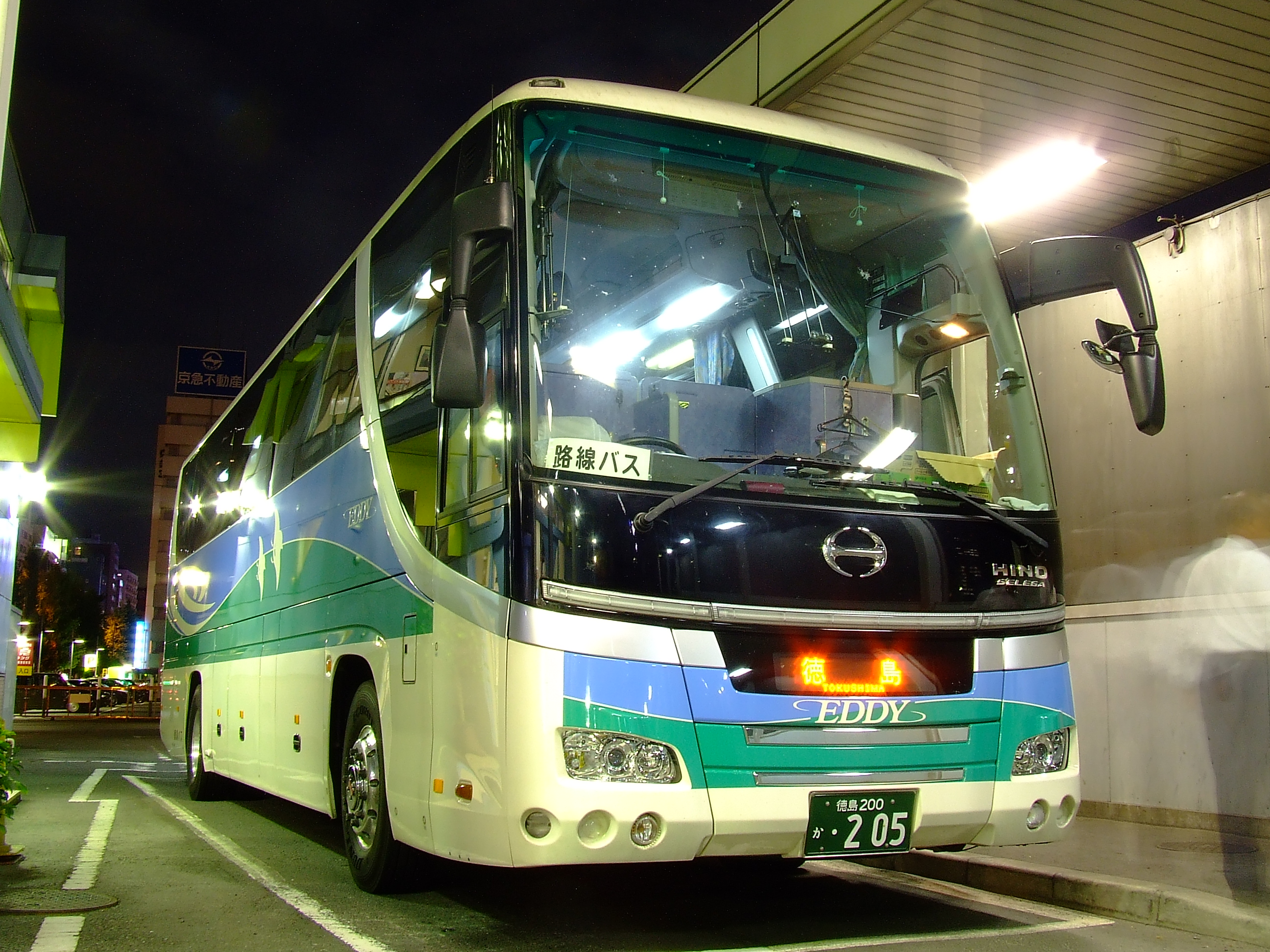
エディ号（徳島バス）
エディ号専用カラーの車両

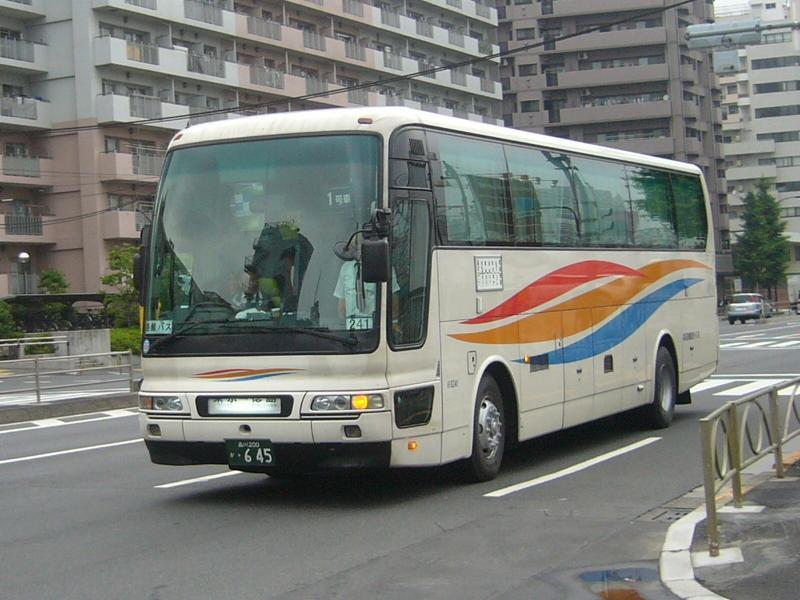
エディ号（京急観光バス運行当時）

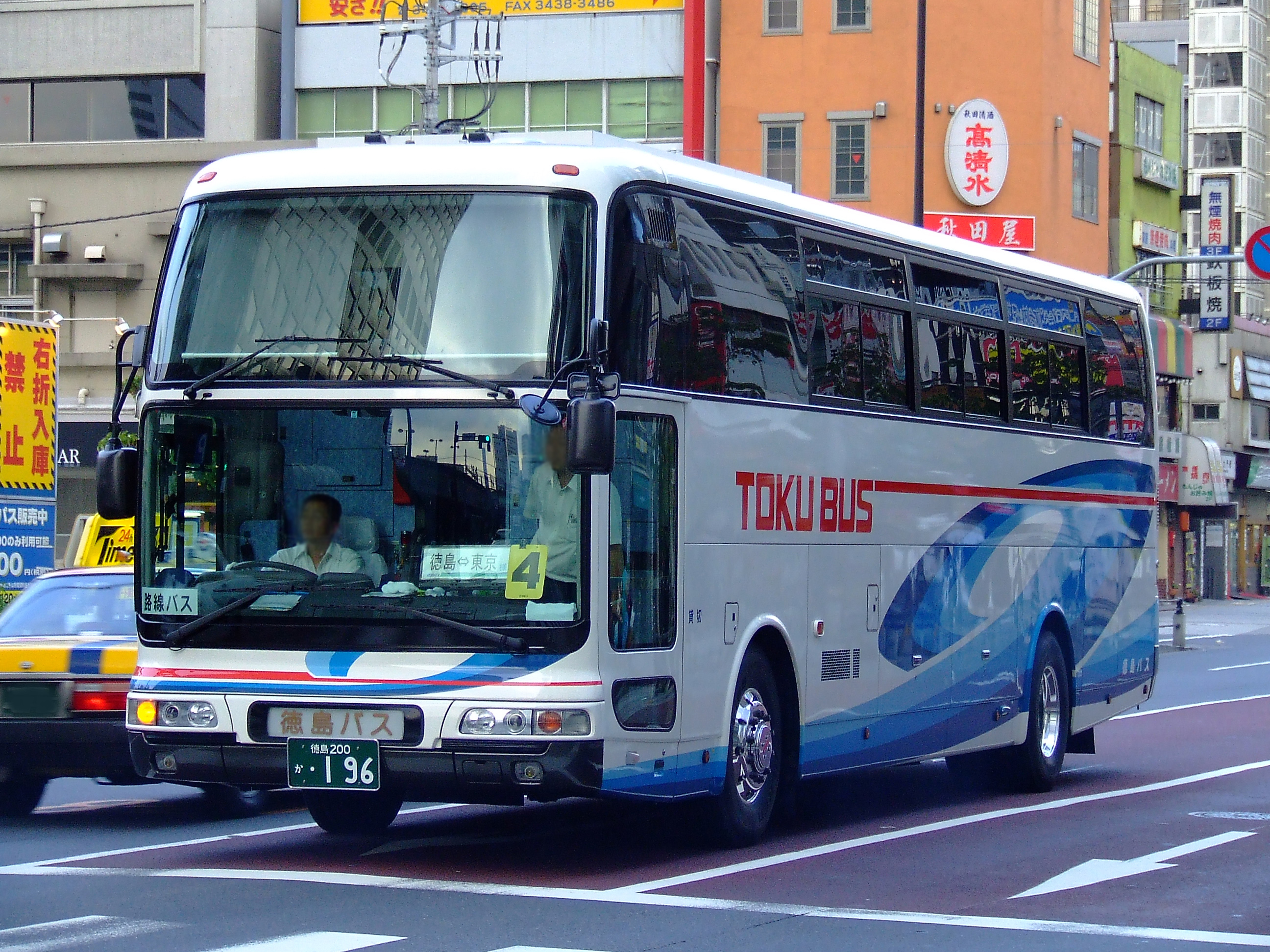
続行便に運用された徳島バスの観光バス車両

エディ号（エディごう）は、徳島バスと各社が共同運行していた徳島発着の高速バスである。路線愛称の「エディ (Eddy) 」は英語で「渦」を意味し、鳴門の渦潮を表している。
大阪府枚方市方面の「あわひらかた号」、広島県広島市方面「あわひろしま号」なども、徳島バスでは「エディ号」と称しているが、中でも「エディ号」と言えば、京浜急行バスと徳島バスが共同運行していた東京 - 徳島間の路線を指すことが多い。京急側でも「エディ号」の名称を使用していたため、当項目では東京 - 徳島線のみを扱う。
夜行便であることから、徳島バスが運行する他の高速バス（総称して「エディ号」と呼ぶこともある）と区別するため「ムーンライトエディ号」と呼ばれていた。
エディ号全般については、徳島バス#高速バス路線のページを参照のこと。

## 概要
1989年（平成元年）7月14日、定期路線「エディ号」として運行開始。鉄道での直行手段がない東京と徳島県を結ぶ路線として開設された。
定期路線としての運行に先立ち、1988年8月には2週間にわたって帰省バスでの運行が行なわれた。これはツアーバス形式をとってはいるものの、運行期間は14日間と帰省バスとしては長めに設定された上、両社で隔日交互で夜行バスを運行するという、通常の夜行高速バスと同様の運行形態が採られていた。「エディ号」の愛称はこの時に採用されたものである。この時には1250人もの利用があり、同年の年末にも同様の運行形態で運行したところ、常時2台運行という状態になったことから、定期的に運行する路線バスとしての運行に踏み切ったものである。
当路線の運行開始当初は明石海峡大橋が開通していなかったため、神戸市須磨区 - 東浦町（現：淡路市）間は淡路フェリーボートを利用し、フェリーにバスごと載せて明石海峡を渡るという珍しい方策を採っていた。明石海峡大橋開通とともにルート変更され、フェリー航送はなくなった。
なお、定期バスのフェリー航送は2017年現在、鹿屋市コミュニティバスで行われている。 過去には、徳島バス・阪神電気鉄道・南海電気鉄道が共同運行する徳島 - 神戸三宮 - 梅田・難波線が、本路線と同様に明石大橋開通前に淡路フェリーを利用して運行された（現在は明石海峡大橋経由）。また、伊勢湾フェリーを利用する三重交通の近鉄鳥羽駅 - 中部国際空港間リムジンバス（路線廃止）、九州横断バス（現在は区間短縮して航送区間なし）、「ありあけ号」（路線廃止）、「しまなみライナー」三原線（路線廃止）、スオーナダフェリーを利用する「別府ゆけむり号」（路線廃止）の例が存在するが、夜行高速バスのフェリー航送は「エディ号」以外の事例は存在しない。
京浜急行・徳島バスと淡路フェリーボートの契約により、バスが多少遅れても優先的に乗船できた。また各便1号車は専用乗船枠が用意されていた。フェリー航行中、乗客・乗務員は車両甲板に入れないため客室に滞在した。このためフェリー区間が深夜帯にかからないように配慮されたダイヤとなっていた。
フェリー利用時代の運行時刻は次の通りとなっていた（1990年頃の時刻表より）。
- 下り便：品川21:30・浜松町21:50→鳴門撫養07:40・徳島駅08:10
- 上り便：品川06:40・浜松町06:20←鳴門撫養20:25・徳島駅20:00

当時は渋谷・東浦・志知・松茂（徳島とくとくターミナル）は停車せず、1往復運行で徳島駅が起終点であった。「鳴門撫養」は現在の「高速鳴門」。

## 運行会社
- 京浜急行バス（羽田営業所）
- 徳島バス（北島営業所）

夜行便1日1往復（毎日運行）。片道1便が京急、徳島バスの隔日で担当（続行便は担当が替わることがある）。
京浜急行バスへの徳島側の運行支援は鴨島営業所が担当していた。

## 運行系統および停車停留所
○…品川発は乗車のみ、徳島発は降車のみ扱い
●…徳島発は乗車のみ、品川発は降車のみ扱い
| 所在地（都県名） | 所在地（区市町名） | 停留所名           | 乗降車 | 備考                   |
| ---------------- | ------------------ | ------------------ | ------ | ---------------------- |
| 東京都           | 港区               | 品川バスターミナル | ○      |                        |
| 東京都           | 渋谷区             | 渋谷マークシティ   | ○      | 91番乗り場に停車       |
| 兵庫県           | 淡路市             | 東浦               | ●      |                        |
| 兵庫県           | 南あわじ市         | 志知               | ●      |                        |
| 徳島県           | 鳴門市             | 高速鳴門           | ●      |                        |
| 徳島県           | 板野郡松茂町       | 松茂               | ●      | 徳島とくとくターミナル |
| 徳島県           | 徳島市             | 徳島駅前           | ●      |                        |
| 徳島県           | 徳島市             | 加茂名             | ●      | 加茂名小学校前停留所   |
| 徳島県           | 名西郡石井町       | 石井               | ●      | 石井駅前               |
| 徳島県           | 吉野川市           | 徳島バス鴨島営業所 | ●      |                        |
| 徳島県           | 吉野川市           | 川島               | ●      | 吉野川市役所川島庁舎前 |

誤乗防止のため、先行する渋谷経由便を「エディ1」、後発の渋谷通過便を「エディ2」と案内することがあったが、2009年11月の路線延長時から（2往復運行の最終日である）2019年9月30日まで、それぞれ「エディ1号」「エディ2号」という名称に変更されていた。
渋谷マークシティ高速バス乗り場が狭隘であるため、2019年9月30日運行分まで渋谷経由便のエディ1号は通年1台運行であった。また、1往復化された2019年10月1日以降も2号車以降の続行便は設定されなかった。渋谷マークシティ乗り入れ台数制限については「夕陽号」でも見られる。

### エディ1号
- 東名・新東名・伊勢湾岸・東名阪・新名神・名神・中国・山陽・神戸淡路鳴門各道経由
- 足柄SA - 10分休憩  （上下）
- 刈谷PA - 乗務員交代（車外には出られない）
- 淡路SA - 10分休憩  （上下）

### エディ2号
- 東名・伊勢湾岸・東名阪・新名神・名神・中国・山陽・神戸淡路鳴門各道経由
- 足柄SA - 10分休憩  （上下）
- 刈谷PA - 乗務員交代（車外には出られない）
- 淡路SA - 10分休憩  （上下）

## 沿革
- 1988年（昭和63年）8月5日 - 京浜急行電鉄（当時）・徳島バスの共同運行により、帰省バス「エディ号」として運行（同年8月18日まで）。
- 1989年（平成元年）7月14日 - 定期路線「エディ号」として運行開始[3][4]。
- 1998年（平成10年）4月5日 - 明石海峡大橋供用開始にともないルート変更。
- 2003年（平成15年）4月6日 - 徳島とくとくターミナル開業にともない松茂に停車開始[10]。
- 2005年（平成17年）
  - 9月1日 - 渋谷に停車開始。
  - 12月1日 - 東京側の運行会社を、京浜急行バスより京急観光バスへ移管。
- 2008年（平成20年）
  - 3月16日 - 京急観光バスの会社清算にともない、東京側の運行会社を羽田京急バスへ移管。
  - 7月16日 - 伊勢湾岸自動車道・新名神高速道路経由に変更。
  - （時期不詳） - この時期より続行便観光バス車両の運賃が値下げされる（割引率5%→15%）。
- 2009年（平成21年）11月1日 - 渋谷経由便（エディ1号）は阿南、渋谷通過便（エディ2号）は吉野川市川島まで路線延長[9][11]。
- 2012年（平成24年）
  - 3月1日 - 回数券を新設[12]。
  - 4月14日 - 新東名高速道路の開通により、同道経由にルート変更[13]。時刻変更はなし。
- 2013年（平成25年）7月1日 - 本四海峡バス東浦乗車券発売所及び洲本乗車券販売センターで発券開始される（東京 - 東浦・志知間のみ）。
- 2018年（平成30年）4月1日 - 羽田京急バスの本体吸収合併により、東京側の運行会社を京浜急行バス羽田営業所へ再移管。
- 2019年（令和元年）10月1日 - 阿南発着便（1号）を廃止、川島発着便（2号）を渋谷マークシティ経由に変更し、1日1往復とするダイヤ変更を行う[14][15]。また、消費税引き上げに伴い、運賃を改定[16][17]。
- 2020年（令和2年）
  - 4月13日 - 新型コロナウイルス感染拡大の影響により、この日の出発便より同年5月6日出発便まで運休[18][19]。
  - 7月2日 - この日の出発便より運行を再開[20][21]。
  - 9月30日 - 品川バスターミナルを移設[22]。また、世界貿易センタービルの工事に伴い、浜松町バスターミナルへの運行を終了[22]。この日の出発便より翌年3月15日出発便まで運休[23][24][25]。
- 2021年（令和3年）3月15日 - この日の出発便をもって運行休止[24][25]。なお、先述の通り2020年9月30日の出発便より運休していたため、同年9月29日の出発便が事実上の最終運行となった[23]。また、この路線の休止により、徳島バスおよび京浜急行バスの両社から夜行長距離便が姿を消した[26]。

## 車両
独立3列シートでトイレ付きのスーパーハイデッカー車が運用されていた。京浜急行バスは三菱ふそう・エアロクィーン、日野・セレガを使用。徳島バスはエアロクィーン、セレガ（セレガR、2代目セレガ）を使用。
続行便で観光バス車両（4列シート車、トイレ設備なし）が運用されることがあり、その際は運賃が若干割引されていた。
膝掛け毛布・スリッパ・お茶・冷水・おしぼりのサービスがあった。京急便と徳島バス便で設備が若干異なり、京急便には通路側フェイスカーテンを増設した車両もあった。